# Daniele Russo (calciatore 1973)
Daniele Russo (Roma, 3 luglio 1973) è un allenatore di calcio ed ex calciatore italiano, di ruolo centrocampista, vice allenatore della nazionale turca.

## Carriera

### Giocatore
In carriera ha totalizzato 113 presenze (segnando 11 reti) in Serie B con le maglie di Perugia, Castel di Sangro, Fidelis Andria e Pescara.

### Allenatore
Nell'estate 2009 viene ingaggiato dalla Roma lavorando come assistente tecnico prima con Luciano Spalletti e poi con Claudio Ranieri. Nel febbraio 2011 con la nomina di Vincenzo Montella ad allenatore giallorosso, Russo diviene vice allenatore.
Nel luglio 2011 con il passaggio di Montella sulla panchina del Catania, Russo lo segue come suo vice.
Il 6 luglio 2012 viene ufficializzato nello staff della Fiorentina sempre come vice di Montella.
Il 15 novembre 2015 segue Vincenzo Montella alla Sampdoria e nel 2016 al Milan, ricoprendo il ruolo di vice allenatore. Il 10 aprile 2019 torna alla Fiorentina in qualità di vice allenatore di Montella.